# Уральский рекс

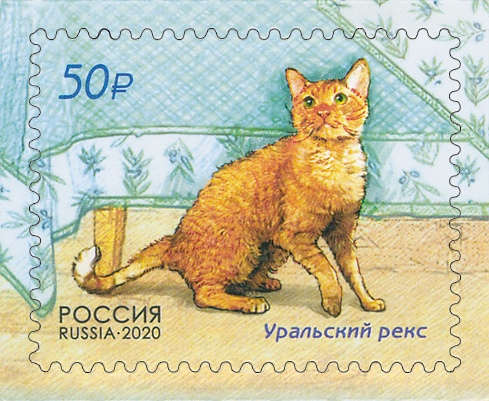
Уральский рекс на почтовой марке России 2020 года из серии «Фауна России: кошки».

Уральский рекс — русская аборигенная порода кудрявых кошек. Первые упоминания о кошках с курчавой шерстью, обитавших в уральских деревнях и городах, относились к довоенному и военному времени. После войны их количество сильно сократилось, и они долгое время считались исчезнувшими, хотя несколько обрывочных сведений дошло до нас из 1960-х годов. Основателем породы «уральский рекс» стал кудрявый кот по кличке Василий, родившийся в городе Заречный Свердловской области России в 1988 году. От его курчавых потомков и ведут свой род все ныне зарегистрированные уральские рексы из известных питомников. Кроме зареченской популяции, были также другие популяции кучерявых кошек, обнаруженных в Свердловской и некоторых других уральских областях. Порода признана в следующих фелинологических системах WCF, ФАРУС, МФА.
Вес кошек этой породы — 3-3,5 кг, котов — 4-6 кг.
Средняя стоимость котенка породы Уральский рекс от 15 до 50 тысяч рублей, срок жизни 12-16 лет.

## История породы
Первое официальное признание уральских рексов со стороны мировой системы — ею стала WCF — последовало в 2006 году. Признания большинства систем не получено до сих пор. В декабре 2012 года порода признана в Российской системе МФА.
Первых кудрявых котят, рождённых от прямошерстной, напоминающей сибирячку кошки Муси, обычной домашней кошки, представили на
выставке в Свердловске (ныне Екатеринбурге) в 1992 году. Ольга Сергеевна Миронова, увидев этих кошек, моментально почувствовала, что к ней на
экспертизу принесли что-то новое и необычное. Оказалось, что у этой кошки достаточно много кучерявых родственников, но помет был рожден от
отца с обычной шерстью. А это говорит о рецессивном наследовании мутации.
Ещё в самом начале «уральской истории» в Санкт-Петербурге были проведены пробные скрещивания с корниш-рексами, которые доказали, что ген
уральской кучерявости не идентичен гену завитой шерсти корнишей и герман-рексов. Многочисленный, порой достаточно жесткий инбридинг
доказал то, что этот ген не несет никаких сцепленных с ним генетических заболеваний.
В ноябре 2003 года был пересмотрен стандарт породы с учётом сформировавшегося к настоящему времени породного типа. С накоплением
поколений инбредного разведения сформировалась плотная, тонкой текстуры шерсть с двойной плоско лежащей волной, причём формирующейся во всё
более раннем возрасте. Котёнок уральского рекса в 3-4 месячном возрасте уже имеет хорошо выраженный полузакрытый завиток, правда в ровные волны
он укладывается позднее, месяцам к 6-7. С улучшением плотности шерсти заметнее стало наличие истончённой ости и покровных волос. Видимо с этим
и связано то, что завиток, при всей своей равномерности и плотности носит полузакрытый характер до 1,5-2 лет, а у кошек с чуть более длинной
шерстью и позже.
На сегодняшний момент эта порода редка и малочисленна. Основная масса поголовья находится в Екатеринбурге и Свердловской области. Уральские рексы есть также в Коломне, Перми, Москве, Иркутске, Севастополе, Волгограде, Санкт-Петербурге, Ростове-на-Дону, Дрездене (Германия), также в Вуппертале (Германия) и Оснабрюке (Германия).

## Стандарт породы
Уральский рекс представляет собой хорошо развитую кошку средних размеров с волнистой шерстью короткой или средней длины, плотной и наполненной, шелковистой, отличной от шерсти корниш- и герман-рекса. Выражен половой деморфизм: коты более крупные и тяжелые, чем кошки.
Голова: В форме широкого короткого клина с округлыми очертаниями пропорциональна телу. Лоб слегка округлен, профиль с отчетливым переходом вплоть до легкого стопа не выше уровня нижнего века. Переносица плоская и широкая. Скулы подчёркнуты, отчётливый пинч. Морда широкая, округлая. Сильный подбородок слегка округлен. Вибрисы часто извитые, хорошо развитые, ломкость не желательна.
Глаза: Миндалевидной формы, яркие и чистые, очень широко открыты, при этом очень косо поставлены со слегка спрямленным верхним веком и округлым нижним. Поставлены широко: расстояние между глазами не менее ширины одного глаза. Цвет глаз любой.
Уши: От среднего до небольшого размера, предпочтительны небольшие, в форме равностороннего треугольника. Высоко и прямо поставленные, широкие у основания, кончики закруглены.
Тело: Среднего размера, мускулистое, умеренно компактное, но при этом стройное. Торс хорошо округлен и пропорционален. Грудная клетка округлая и хорошо развита, брюшная складка не выражена.
Ноги: Крепкие и сильные, средней длины, стройные, пропорциональны телу.
Лапы: Округлые, плотно собранные, пальцы средней длины.
Хвост: Пропорционален телу, средней длины, неширокий у основания, сужающийся к слегка округлому кончику.
Шерсть: Короткая, мягкая, шелковистая и плотная, наполненная. Тело кошки покрыто упругой волной, плотной, тонкой с отлично выраженным упругим завитком. Завиток окончательно закрывается к двум годам, хорошо держит форму.
Окрасы: Признаны все окрасы, кроме: шоколадный, циннамон и соответствующие ослабленные окрасы, которые не признаются в любых комбинациях (в том числе солид, биколор, триколор, табби); бурмезские и тиккированые тэбби. Любое количество белого допустимо.
Недостатки: Узкая длинная голова; слишком большие или слишком маленькие уши; слишком прямой профиль; круглые глаза; приземистое или излишне облегченное тело.
Дисквалификация на выставках: Просвечивающая или не волнистая шерсть.

## Особенности и характер
Эта кошка очень ласкова и игрива, доверчива, доброжелательна к людям, хорошо ладит с другими домашними животными. Терпелива, не проявляет агрессии, спокойно ведет себя на выставках. Неприхотлива, очень послушна, не выносит одиночества. Отлично развиты охотничьи инстинкты. Довольно молчалива. В пометах обычно 2-4 котенка. Кошки-рексы всегда заботливые матери. Важно учитывать, что описание характера верно только для животных, полученных в профессиональных питомниках, при т. н. «домашнем разведении» гарантировать породные черты характера невозможно.
Уход за уральским рексом несложный: достаточно регулярно и очень аккуратно расчесывать шерсть кошки специальной расческой с закругленными концами. Однако в период линьки может потребоваться тримминг. Шерсть ослабленного или больного животного может истираться. Уральские рексы обладают хорошим здоровьем.
Уральские рексы имеют очень хороший аппетит, однако к ожирению не склонны. Возможно кормление натуральными продуктами.

## Кормление
Уральский рекс не отличается особой привередливостью в еде, однако не переносит смешанный рацион питания, состоящий из профессиональных кормов и натуралки одновременно. В рацион животного включают либо натуральные продукты, либо заменяют их высококачественным кормом, специально подобранным для данной породы. Иногда можно встретить упоминание, что заводчики предпочитают комбинировать оба указанных варианта питания. Делать это можно только чередуя отдельно кормление тем или иным видом корма, например первую неделю можно кормить животное натуральными пищей, а на второй неделе давать корм. Для уральских рексов важна чистота воды в миске, менять воду необходимо минимум два раза в день. При выборе кормления натуралкой рекомендован следующий вариант рациона: 1/3 белковой пищи (мясо и субпродукты); 1/3 разнообразных каш (овсянку, рис либо гречку); 1/3 овощей и фруктов (яблок, моркови, огурцов и др.)